# 18159 Andrewcook
18159 Andrewcook este un asteroid din centura principală de asteroizi.

## Descriere
18159 Andrewcook este un asteroid din centura principală de asteroizi. A fost descoperit pe 1 august 2000 la Socorro, New Mexico, în cadrul proiectului LINEAR. Asteroidul prezintă o orbită caracterizată de o semiaxă mare de 2,34 ua, o excentricitate de 0,16 și o înclinație de 9,5° în raport cu ecliptica.